# Xã Richland, Quận Franklin, Iowa
Xã Richland (tiếng Anh: Richland Township) là một xã thuộc quận Franklin, tiểu bang Iowa, Hoa Kỳ. Năm 2010, dân số của xã này là 219 người.